# Ola Hansson
Ola Hansson, född 12 november 1860 på rustgården i Hönsinge i Grönby socken på Söderslätt (idag i Trelleborgs kommun), Skåne, död 26 september 1925 i Büyükdere vid Bosporen, Turkiet, var en svensk poet, författare, journalist och kritiker. Hansson ingick 1889 äktenskap med Laura Mohr, som författare känd under pseudonymen Laura Marholm.

## Biografi
Ola Hansson föddes som yngste son i en välbärgad lantbrukarfamilj i Hönsinge 1860 (till syskonskaran hörde också blivande rektorn Nils). Han läste på Katedralskolan i Lund tillsammans med sin släkting filosofen Hans Larsson som han umgicks flitigt med. Under pseudonymen "Runmar" började gymnasisten Hansson 1880 att skriva i tidningen Nya Skåne. År 1881 avlade han mogenhetsexamen och skrev in sig som student vid Lunds universitet, där han bara ett år senare (1882) avlade filosofie kandidatexamen. 
Diktdebuten kom med Dikter 1884 och hans förläggare var Hans Österling som var far till Anders Österling. Hansson knöt i samband med det litterära kontakter bland annat med Herman Bang i Danmark och med Axel Lundegård och Victoria Benedictsson i Stockholm, där han prövade sig fram som skribent, bland annat i Aftonbladet. 1886 var Hansson tillbaka i Skåne där han lärde känna Stella Kleve; han besökte även Schweiz, Italien och Tyskland. Tillsammans med Lundegård, Benedictsson och Kleve grundade Hansson litteratursällskapet Det Unga Skåne.

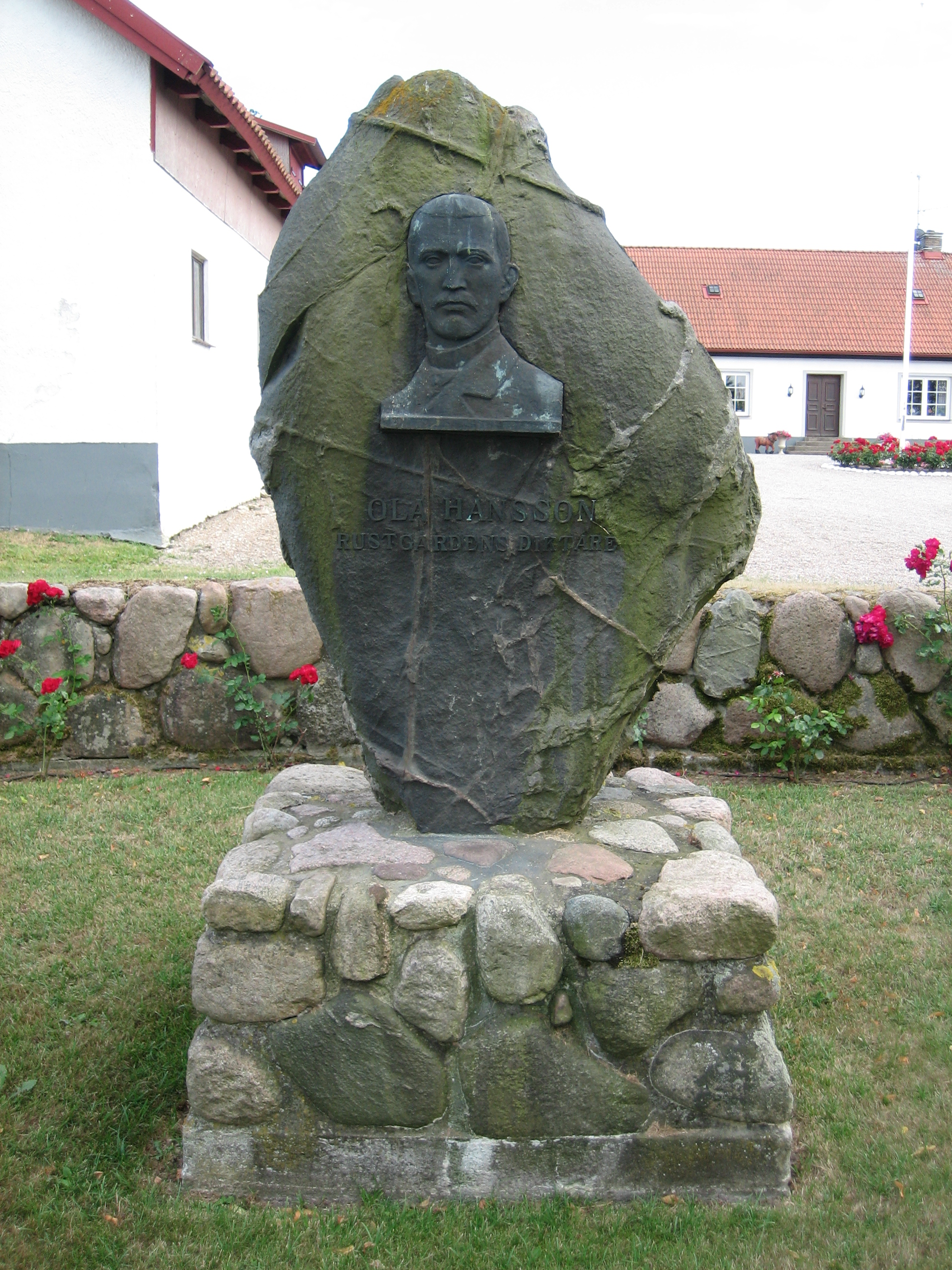
Minnessten vid rustgården i Hönsinge i Grönby - Ola Hanssons födelsehem. Porträttrelief gjord av Ivar Ålenius-Björk.

År 1887 utkom Hanssons berömda verk Sensitiva amorosa som orsakade skandal i pressen, vilket sårade Hansson djupt och gjorde honom fientligt inställd till svensk litterär kritik och som även påverkade hans val att lämna landet 1890. 1888 träffade han sin blivande hustru Laura Mohr hos Georg Brandes i Köpenhamn. De inledde en brevväxling och gifte sig borgerligt i Köpenhamn efter en semester på Koster 1889. 
Tillsammans flyttade de till Holte och planerade där att ta sig till Tyskland för att där göra gemensam litterär lycka. Den 7 februari 1890 flyttade de till Berlin där de stannade i tre månader för att sedan bege sig via Paris och Meudon till St. Légier vid Vevey i Schweiz. Där stannade paret från augusti 1890 till mars 1891. Den 8 september 1890 föddes sonen Ola Hansson jr. Under tiden hann Hansson bli den store Nietzsche-introduktören i Tyskland [källa behövs] och fortsatte sitt övriga författarskap, bland annat Resan hem som var färdigskriven 1892 (men inte publicerad förrän 1894).
I mars 1891 försökte paret leva i Skåne (Skurup) med tanken att stanna, men reste redan i juli till Mohrs familj i Riga och sedan vidare till Berlin där de bosatte sig i Friedrichshagen. Han var litterärt produktiv, och blev snabbt berömd i Tyskland. 1892 var både Hansson och Marholm auktoriteter i den tyska pressen. August Strindberg besökte samma år parets hem, som blivit en samlingspunkt för tidens unga författare. Strindbergs visit blev katastrofal och vänskapsbanden mellan Hansson och Strindberg bröts definitivt. 
1893 flyttade paret till Schliersee i Oberbayern där de stannade till 1899. Båda makarna var litterärt produktiva, men började tillsammans utveckla paranoida drag och sinnesförvirrade utfall i samband med att deras ekonomi blev allt mer katastrofal. Makarna konverterade 1898 till katolicismen och lämnade i april 1899 kvar sonen Ola i Schliersee för skolgång i sju år medan de själva flyttade till München. I München var båda makarna mycket produktiva, men utvecklade samtidigt en ömsesidig alkoholism och stegrande paranoida drag - något som fick Mohr att tvångsinterneras den 11 april 1905 som "samhällsfarlig" med diagnosen "svårartad paranoid psykos" som hon ansågs ha introducerat Hansson i.  Hansson gjorde vad han kunde för att få sin hustru fri och lyckades med det i september samma år. I samband med detta förvisades paret från Bayern i tre år. 
Paret flyttade efter 1905 runt i Europa med några längre stopp i Meudon 1909–1916 och i Berner Oberland i Schweiz 1916–1918. Under denna tid fick Hansson ett statsstipendium förmedlat av Svenska akademien och blev även förste mottagare av Frödingstipendiet 1913. Under denna tid skrev Ola Hansson ett flertal förvirrade brev till svenska institutioner, bland annat till Esaias Tegnér d.y. i Svenska akademien vari han krävde nobelpris för sig själv och sin hustru.
| ” | Nu skall väl ni skåningar ha in Ola Hansson också? | „ |
| – Verner von Heidenstam raljerar över Hansson på ett möte med Svenska akademien enligt Anders Österling i Minnets vägar |                                                    |   |

1919 flyttade familjen till Espergærde i Danmark för att bevaka utgivningen av Hanssons Samlade skrifter och 1921 bodde de ett tag i Mölle i Skåne innan de snabbt reste söderut i februari 1922.
Mellan 1922 och 1924 tog sig familjen via Schweiz, Tjeckoslovakien, Jugoslavien och Grekland till Büyükdere norr om Konstantinopel. Hansson hann 1925 utge Psyke och hemma innan han dog den 26 september samma år, antagligen i sviterna av brusten blindtarm. Hans stoft fördes från Turkiet till Lund där det gravsattes under högtidliga former på Norra kyrkogården den 28 maj 1926. Laura Marholm med son flyttade efter begravningen till Lettland. Ett minnesmärke har rests vid Hanssons födelsehem i Hönsinge. Hans namn står inskrivet på balkongen i Stora salen i AF-borgen i Lund. 
Ola Hansson gav Vilhelm Ekelund och Anders Österling viktiga intryck. Hjalmar Gullbergs avhandling handlade om Ola Hansson.

## Författarskap

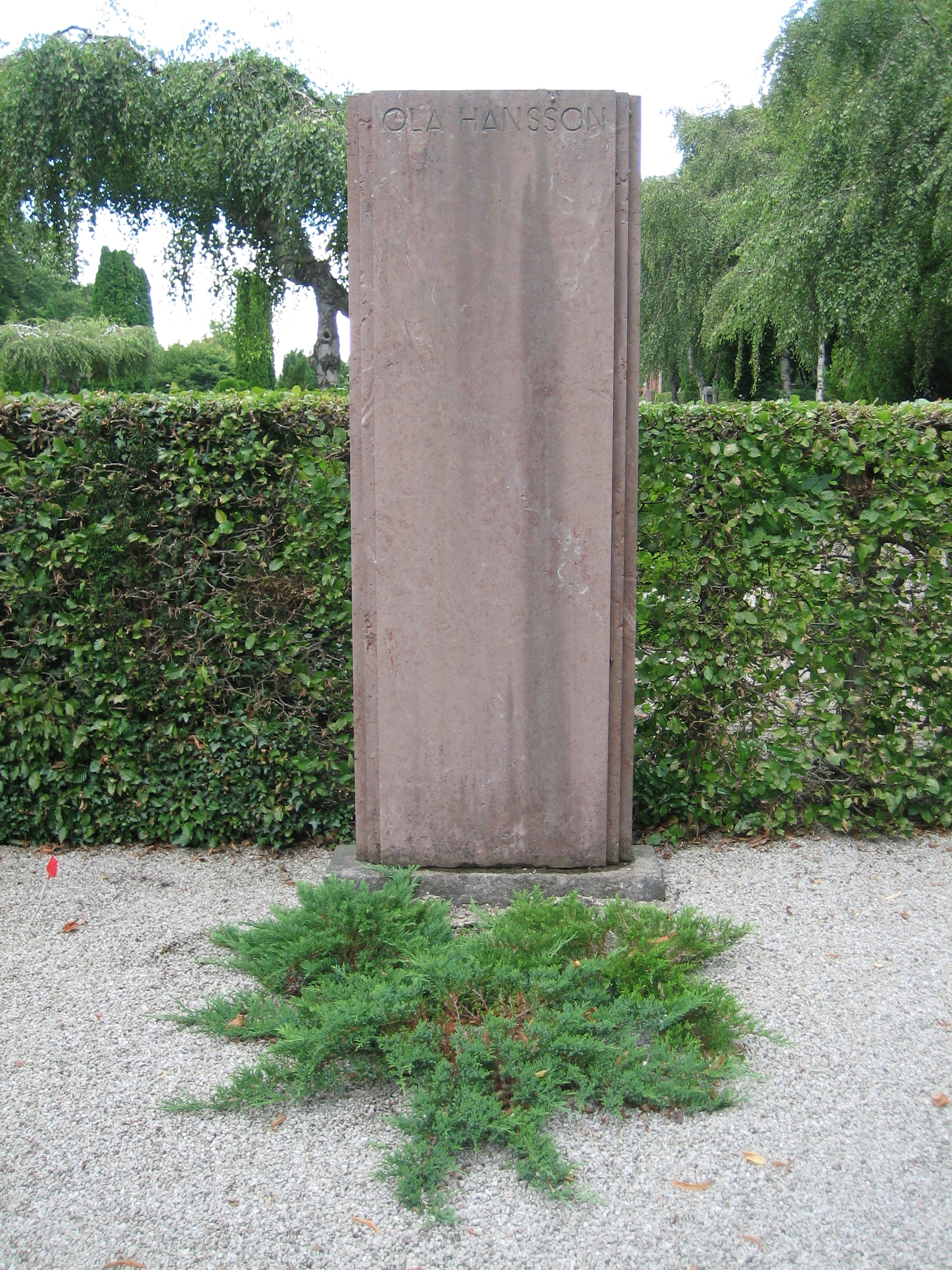
Ola Hanssons gravsten på Norra kyrkogården i Lund

I Hanssons debutarbete Dikter (1884) samt ännu mer i hans diktsamling Notturno (1885) och prosaskisserna Sensitiva amorosa (1887, 2:a uppl. 1902; på tyska 1892) finner man ett mystiskt försjunkande i sensationer och stämningar, ett utomordentligt stegrat känsloliv, som i sin pessimistiska färgning, sitt starka intryck av "livsångesten" är starkt påverkad av franska förebilder som Baudelaire och Paul Bourget. Den skånska slättnaturen är i hans dikter många gånger återgiven med skarp och känslig iakttagelse. Hans första dikter utgick i viss mån från den skånska hembygdstonen i A.U. Bååths diktning, men är av mera melankolisk och melodisk art; senare gjorde sig J.P. Jacobsens inflytande gällande i Hanssons stil och språk, som bibehållit starka danismer. 
I Hanssons novellistiska arbeten Parias (Fatalistische geschichten, 1890; på danska Skæbnenoveller, 1890), Alltagsfrauen (1891; 2:a uppl. 1896), Kärlekens trångmål (1892), romanerna Från Ester Bruce (1894; Fru Ester Bruce, 1900) och Vor der ehe (1895; på norska För giftermålet; på svenska Före giftermålet, 1901), Im huldrebann (1895), Meervögel (1895), Der weg zum leben (1896; Vägen till lifvet", 1896), romanen Der schutzengel (1896) och Nordisches leben framlyser överallt hans utmärkande naturbestämdhet; personerna tänker och talar ofta som författaren själv, men han gör många intressanta iakttagelser och fängslar genom såväl psykologiskt djup som innerlig och skiftrik stil. 
I Tyskland, där Hansson tillkämpat sig en självständig ställning, har han dock kanske gjort sig mera bemärkt som eminent essäförfattare. Redan i Literära silhouetter (1885) visar han upp han några av en kritikers viktigaste egenskaper, vilka mer moget framträder i hans Das junge Skandinavien (1891), Seher und deuter (1893, 2:a uppl. 1895; danska Tolke og seere, 1893), Friedrich Nietzsche (1895). Nietzsches lära påverkade Hanssons personlighet starkt en period, och han gjorde sig till tolk särskilt för den intelligensaristokratiska åskådning, vars apostel Nietzsche på den tiden var. Det distanserade honom från hans kusin Hans Larsson som inte kunde fördra de nietzscheanska idealen. 
Samtidigt gjorde Hansson front mot naturalismen och materialismen, med vilken hans mystiska läggning i grunden ägde föga samband (Kåserier i mystik, 1897); emellertid är hans polemiska självbiografiska roman Resan hem (1895; "Rejsen hjem", 1894) snarast hållen i 1880-talets naturalistiska stil, liksom En uppfostrare (1901). Vidare kan nämnas de originella små prosadikterna Ung Ofegs visor (1892). 1901 sammanfattade Hansson ett urval ur sitt egenartade skaldskap i den retrospektiva samlingen Dikter på vers och prosa 1884-1901. 
Efter en genomgången inre kris, som för någon tid förde honom in i katolicismen, utgav han 1906 Det förlofvade landet, en samling dikter, som dels omfattade satiriska utfall, dels ömma hemlandstoner; 1907 Nya visor, i vilka han sammanfört skånska hembygdsdikter, dikter om tysk alpnatur och franska intryck; och 1908 På hemmets altare. 1907 erhöll Hansson ett av svenska statens treårsstipendier för utmärkta vitterhetsidkare.

### Skönlitteratur
- Dikter. Stockholm: Hæggström. 1884. Libris 31108. http://litteraturbanken.se/#!forfattare/HanssonO/titlar/Dikter/info/etext Litteraturbanken
- Notturno : dikter. Stockholm: Hæggström. 1885. Libris 1597491. http://litteraturbanken.se/#!forfattare/HanssonO/titlar/Notturno/info/etext Litteraturbanken
- Sensitiva amorosa. Helsingborg: Österling. 1887. Libris 1498004. http://litteraturbanken.se/#!forfattare/HanssonO/titlar/SensitivaAmorosa/info/etext
- Parias : fatalistische Geschichten. Berlin. 1890. Libris 2315507 - Samma år på danska. På svenska först i Samlade skrifter. 3.
- Alltagsfrauen : ein Stück moderner Liebespsychologie. Berlin: Fischer. 1891. Libris 2322122 - På svenska först med titel: Tidens kvinnor. 1914.
- Ung Ofegs visor. Stockholm: Bonnier. 1892. Libris 1623127. http://hdl.handle.net/2077/33561 Ung Ofegs visor på Projekt Runeberg
- Kärlekens trångmål. Stockholm: Bonnier. 1892. Libris 498837. http://litteraturbanken.se/#!forfattare/HanssonO/titlar/KarlekensTrangmal/info/etext
- Amors hevn ; Før giftermålet : noveller. Kristiania. 1893. Libris 9619505 - Amors hevn på svenska med titel: Amors hämnd i: Vägen till lifvet. 1896. - Før giftermålet med titel: Före giftermålet. 1901. Före giftermålet på Projekt Runeberg
- Fru Ester Bruce : roman. Kristiania. 1893. Libris 9619504. http://urn.nb.no/URN:NBN:no-nb_digibok_2009012803008 Fru Ester Bruce på Projekt Runeberg
- Fru Ester Bruce : roman. Stockholm: Bonnier. 1900. Libris hrr59ltsf29l4bnl. http://hdl.handle.net/2077/57645
- Reisen hjem : en ungdoms- og vandringsfortælling. Kristiania. 1894. Libris 9619506 . Libris 305464 - På svenska först med titel: Resan hem I. Andra delen  Resan hem II.1895.
- En uppfostrare. Stockholm: Bonnier. 1895. Libris 12765561. http://litteraturbanken.se/#!forfattare/HanssonO/titlar/EnUppfostrare/info/etext
- Vägen till lifvet. Kristiania: Aschehoug. 1896. Libris 31105. http://hdl.handle.net/2077/33577 Fulltext: Litteraturbanken Vägen till lifvet på Projekt Runeberg
- Kåserier i mystik. Stockholm: Bonnier. 1897. Libris 569413. http://litteraturbanken.se/#!forfattare/HanssonO/titlar/KaserierIMystik/info/etext
- Dikter på vers och prosa : från hemma och ute (1884-1901). Stockholm: Bonnier. 1901. Libris 305511. http://litteraturbanken.se/#!forfattare/HanssonO/titlar/DikterPaVersO/info/etext
- Före giftermålet. Stockholm: Bonnier. 1901. Libris 14635466. http://hdl.handle.net/2077/33560 Litteraturbanken
- Det förlofvade landet. Stockholm: Bonnier. 1906. Libris 498839. http://hdl.handle.net/2077/33585 Fulltext: Litteraturbanken Det förlofvade landet på Projekt Runeberg
- Nya visor. Stockholm: Bonnier. 1907. Libris 305008. http://hdl.handle.net/2077/33572 Fulltext: Litteraturbanken Nya visor på Projekt Runeberg
- På hemmets altare. Stockholm: Bonnier. 1908. Libris 305009. http://hdl.handle.net/2077/33555 Fulltext: Litteraturbanken På hemmets altare på Projekt Runeberg
- Rustgården. Malmö: Framtiden. 1910. Libris 305433. http://hdl.handle.net/2077/33574 Fulltext:Litteraturbanken Rustgården på Projekt Runeberg
- Folkens visor 1881-1911. Stockholm: Tiden. 1911. Libris 1634368. http://hdl.handle.net/2077/33584 Fulltext: Litteraturbanken Folkens visor 1881-1911 på Projekt Runeberg
- Psyke och hemma. Stockholm: Tiden. 1925. Libris 1474810
- Ur minnet och dagboken : ur författarens efterlämnade manuskript. Stockholm: Tiden. 1926. Libris 1331320 - Utgivna av Emy Ek.
- Slättbyhistorier. Stockholm. 1927. Libris 305472 - Innehåll: Studentliv ; Ungdom. Ur författarens efterlämnade manuskript utgivna av Emy Ek.
- Från de döda : novell. Stockholm: Tiden. 1960. Libris 1497083. https://runeberg.org/ohnovell/

### Varia
- Literära silhouetter. 1, A.U. Bååth - Henrik Pontoppidan - Adda Ravnkilde - Albert Gellerstedt - Gustav Esmann - "Ernst Ahlgren" - Gustaf af Geijerstam - Pietari Päivärinta. Stockholm: Z. Hæggströms förlagsexp. i distr. 1885. Libris 1597490. http://litteraturbanken.se/#!forfattare/HanssonO/titlar/LiteraraSilhouetter/info/etext
- Friedrich Nietzsche : hans Personlighed og hans System. Christiania. 1890. Libris 2689300 - Oversat og med et Forord af Arne Garborg. - Samma år på tyska. På svenska först i Samlade skrifter. 11. med titel: Det unga skandinavien.
- Das junge Skandinavien : vier Essays. Dresden. 1891. Libris 2215731
- Materialismen i skönlitteraturen. Populär-vetenskapliga afhandlingar, 99-2369093-8 ; 3. Stockholm: Bonnier. 1892. Libris 729416. http://hdl.handle.net/2077/33539 - Litteraturbanken Verket på Projekt Runeberg
- Tolke og seere : kritiske essays. Kristiania: Aschehoug. 1893. Libris 2336477. http://archive.org/details/tolkeogseerekri00hansgoog - Verket på Projekt Runeberg - På svenska först i Samlade skrifter. 10. med titel: Tolkare och siare.
- August Strindbergs och Ola Hanssons brevväxling: 1888-1892. Stockholm: Albert Bonniers förlag. 1938. Libris 561560

### Samlade upplagor och urval
- Samlade skrifter. Stockholm: Tiden. 1919-1922. Libris 305634
  -  1, Dikter och Notturno. 1919. Libris 305636
  -  2, Litterära silhuetter och Materialismen i skönlitteraturen. 1920. Libris 305638
  -  3, Sensitiva amorosa och Parias. 1919. Libris 305640
  -  4, Ung Ofegs visor och Kärlekens trångmål. 1920. Libris 305641
  -  5, Tidens kvinnor. 1920. Libris 305647
  -  6, Fru Ester Bruce och Före giftermålet. 1920. Libris 305642
  -  7, Resan hem. 1920. Libris 305648
  -  8, En uppfostrare. 1920. Libris 305649
  -  9, Vägen till livet och Kåserier i mystik. 1921. Libris 305643
  -  10, Tolkare och siare. 1921. Libris 305650
  -  11, Det unga Skandinavien. 1921. Libris 305639
  -  12, Ur hävden och livet : historiska essayer och studier. 1921. Libris 305635
  -  13, Djur- och människohumoresker och Aforismer och aperçuer. 1921. Libris 305646
  -  14, Dikter på vers och prosa och Det förlovade landet. 1922. Libris 305637
  -  15, Svartkonsten och Nya visor. 1922. Libris 305644
  -  16, På hemmets altare och Dagbok i Frankrike. 1922. Libris 305645
- Efterlämnade skrifter i urval. Hälsingborg. 1928-1931. Libris 569405 - Utgivna av Hjalmar Gullberg under medverkan av Axel Herrlin och Albert Nilsson.
  -  Bd 1, Tio år i hövdingatider. 1928. Libris 569407
  -  Bd 2, Skånskt åttiotal och sista resedikter. 1930. Libris 569410
  -  Bd 3, Litterär kritik : åttiotalet. 1930. Libris 569406
  -  Bd 4, Litterär kritik : nittiotalet 1890-92. 1931. Libris 569408
  -  Bd 5, Litterär kritik : nittiotalet 1893-94. 1931. Libris 569409
- Valda dikter. Stockholm: Tiden. 1943. Libris 498838 - Urval och inledning av Hjalmar Gullberg.
- Husvill och andra berättelser. Stockholm: Tiden. 1960. Libris 12070 -  I urval av Stellan Ahlström.
- Dikter. FIB:s lyrikklubbs lilla serie, 0346-7767 ; 5FIB:s lyrikklubbs bibliotek, 0425-5232 ; 163. Stockholm: FIB:s lyrikklubb. 1972. Libris 826078. ISBN 91-550-1622-7 - Urval och inledning av Östen Sjöstrand.
- Vitt över världen --- : poesi och prosa. Trend pocket, 99-0106035-4. Stockholm: Rabén & Sjögren. 1977. Libris 7234005. ISBN 91-29-49219-X - I urval med inl. av Hans Levander.
- Tryckt och otryckt [Urval] Görgen Antonsson. Borås: Rabalder. 1981. Libris 276782
  -  1. Libris 276783. ISBN 91-85950-01-7
  -  2. Libris 276784. ISBN 91-85950-03-3
- Man skriver om himmelriket när man har helvetet inom sig : valda brev. Lund: Bakhåll. 1990. Libris 908147. ISBN 91-7742-076-4 - Urval och kommentarer av Görgen Antonsson.
- Lyrik och essäer. Svenska klassiker / utgivna av Svenska akademien, 99-2090989-0. Stockholm: Atlantis. 1997. Libris 7644610. ISBN 91-7486-493-9. http://urn.kb.se/resolve?urn=urn:nbn:se:litteraturbanken-7644610 - Under redaktion av Ingvar Holm och med inledning av Ulf Linde.

## Priser och utmärkelser
- Gustaf Fröding-stipendiet 1923 (första mottagare)